# 多田安希
多田 安希（ただ あき、1986年11月1日 - ）は、日本の女性タレントである。岐阜県出身。

## 人物
- 金城学院大学卒業。
- 趣味は料理、ショッピング。
- 特技はバスケットボール（高校時代は県大会4位）、水泳、クラシックバレエ。
- TA☆ROガールズのほか、PRIDEガールとしても活躍。同じ金城学院の神谷美有紀もTA☆ROガールズとして出演していた。また、共演者の小川怜子（ただしこちらは中京大学）も多田と共にPRIDEガールをしていた[1]。

## 出演

### テレビ
- TA☆RO（中京テレビ）
- カラマーゾフの兄弟（2013年、フジテレビ）
- 家庭教師が解く!（2013年5月20日、TBS）
- ワン・マレーシア2014〜アジア大交流時代の幕開け〜（2014年11月1日、千葉テレビ）[2]

### 舞台
- 青面獣楊志（2010年6月23日 - 27日、中目黒キンケロ・シアター） - 西簾 役
- 人生はショータイム!（2010年9月30日 - 10月7日、スペース・ゼロ） - 服部楓 役

### CM
- 花王「ヘルシアウォーター」（2011年）
- 東京ディズニーシー（2011年）
- みずほ銀行「スクラッチ」（2012年）

### その他
- PRIDEガール
- 国際モードルオーディションORIBE（モードル賞）
- ドクターシーラボ「ラボラボガール」
- 仙台コレクション（2009年9月22日）